# Chim dầu
Chim dầu (danh pháp hai phần: Steatornis caripensis), tên gọi ở địa phương là guácharo, là một loài chim được tìm thấy trong các khu vực phía bắc của Nam Mỹ (bao gồm cả đảo Trinidad tại Cộng hòa Trinidad và Tobago). Chúng ăn vào ban đêm, ăn quả của loài cây dầu cọ và nguyệt quê nhiệt đới, và là loài chim ăn trái cây ban đêm duy nhất trên thế giới. Chúng tìm kiếm thức ăn vào ban đêm, điều hướng bằng cách định vị bằng tiếng vang như loài dơi, nhưng với một âm thanh lách cách có âm vực cao trong khoảng xung quanh 2 kHz mà con người có thể nghe được. Alexander von Humboldt đã phát hiện ra loài này khi leo lên đỉnh núi lửa Teide và tới Cumaná, Venezuela ngày 16 tháng 7. von Humboldt tới thăm hội truyền giáo ở Caripe và phát hiện ra loài chim dầu (Steatornis caripensis, tên Latinh do chính von Humboldt đặt).